# Phrynopus apumantarum
Phrynopus apumantarum — вид жаб родини Strabomantidae. Описаний у 2023 році.

## Поширення
Ендемік Перу. Мешкає на пасовищах пуна, що прилягають до сухої долини Мантаро на півдні країни.

## Назва
Видовий епітет apumantarum походить від слова кечуа apu (= гірський дух) і від назви Мантаро, яка є головною річкою долини, де був відкритий вид. Ця назва означає дух гір Мантаро, тому що поява нових видів у верхніх районах цього гірського хребта нагадує авторам легенду інків, яка говорить, що Апу завжди піклується про Анди з вершини кожної долини в регіоні.

## Опис
Тіло завдовжки 23,9–25,7 мм у самців і 28,4–35,7 мм у самиць. Спинка сірувато-жовта з чорними або темно-бурими плямами і синювато-чорними або бурими вкрапленнями, горло рожево-жовте, жовто- або жовтувато-коричневе, черевце сірувато-жовте з бурими вкрапленнями і синювато-чорними вкрапленнями, пах сірувато-білий з коричневими вкрапленнями.